# Август Бурнонвіль
Август Бурнонвіль (дан. August Bournonville; 21 серпня 1805, Копенгаген — 30 листопада 1879, там же) — данський балетмейстер, хореограф, педагог, творець власної системи хореографічного навчання, засновник унікального данського балетного стилю, що отримав назву «школа Бурнонвіля».

## Біографія
Август Бурнонвіль народився у Копенгагені у 1805 році в сім'ї французького балетмейстера Антуана Бурнонвіля, учня, який переїхав до Данії, італійського балетмейстера Вінченцо Галеотті. У 1820 році вдосконалювався у Парижі у балетмейстера Огюста Вестриса. Виступав разом із балериною Марією Тальоні. Після навчання став солістом Королівського балету у Копенгагені.
У 1830—1848 роках працював балетмейстером і педагогом Данського королівського балету, зокрема переносив найвідоміші та вдалі постановки з інших європейських сцен (у 1834 році відновив у Копенгагені балет відомого французького балетмейстера Луї Мілона «Ніна, або Божевільна від кохання» композитора Ніколя Далейрака; у 1861—1864 роках був головним балетмейстером і педагогом Королівської опери у Стокгольмі.
Бурнонвіль був талановитим балетмейстером; поставив понад 50 балетів. Близько 15-ти збереглося у репертуарі данського балету до сьогодні. Серед них: «Сільфіда» (музика Германа Северіна фон Левенскольда, 1836), «Неаполь» (музика Нільса Вільгельма Ґаде, Едварда Матса Еббе Гельстеда, Гольгера Симона Паулли та Ганса Крістіана Лумбю, 1842), «Ярмарок у Брюгге» (музика Пауллі, 1849), «Народне оповідання» (музика Гаде та Йоханна Петера Еміліуса Гартманна, 1854), «Далеко від Данії» Луї Готшалка, Лумбю, Едуарда Дюпюї, Андреаса Фредеріка Лінке, 1860) та ін. Бурнонвіль надав данському балету національної своєрідності, використовував у постановках національний танцювальний фольклор, вводив національні танці інших країн, використовував велику кількість пантомімних епізодів. Дія балетів Бурнонвіля відбувається у різних країнах: Данії, Італії, Шотландії, Росії, Південній Америці.
Балети Августа Бурнонвіля стали широко відомі за межами Данії лише після Другої світової війни.
Серед учнів Бурнонвіля — Люсіль Ґран і Християн Іогансон. Відвідавши Росію навесні 1874 року, де він побував у Санкт-Петербурзі та Москві, зустрівся з Йоганссоном і Петіпою і відвідав кілька уроків і репетицій, він провів червень-липень з сім'єю в Італії. Восени він був у Парижі, де подивився кілька оперних вистав Паризької опери у Вентадур-хол і побачив «Коппелію» Сен-Леона, які не справили на нього враження, як «слабкі сторони» балетної трупи:
На жаль, балет, колись багатий на персонал, тепер зводиться до одного посереднього танцюриста (можливо, маючи на увазі Меранта) і вже згаданої танцюристки (Леонтин Богранд) укупі з кількома невиразними мімами.
Тут він познайомився Жюлєм-Жозефом Перро, який жив приватними уроками, і, вважаючи постановки свого однолітка вершиною хореографічного мистецтва, намагався виступити на його захист:
Ми багато говорили про наше перебування у Росії, про нинішній майже повсюдний занепад мистецтва танцю. Я доклав усіх зусиль, щоб Перро знову почав складати балети, і з цією метою написав статтю у вигляді фейлетону, де наполягав на відновленні мистецтва, яке колись було скарбом Опери.
Напевно, у Франції цей фейлетон не був надрукований і не викликав жодного відгуку.
Повернувшись до Копенгагена, Бурнонвіль здійснив постановку ще кількох вистав, з яких останнім став балет «З Сибіру до Москви» (1876). Тепер він жив переважно за містом, у Фреденсборзі. Восени 1879 року повернувся до столиці, щоб скласти балетний апофеоз до вистави на честь 100-річчя від дня народження драматурга Адама Еленшлегера, що відбувся 14 листопада — це стало його останньою роботою. 30 листопада 1879 року Август Бурнонвіль помер на вулиці, повертаючись із ранкової церковної служби.

## Балети
- 28 листопада 1836 — «Сільфіда», двоактний балет на музику Германа фон Левенскольда за мотивами паризького спектаклю Філіппо Тальоні (1832). Сільфіда — Люсіль Ґран, Джеймс — Август Бурнонвіль.
- 17 квітня 1839 — «Аладдін», постановка п'єси Адама Еленшлегера «Аладдін» (1805) спільно з режисером Томасом Оверскоу, актором Г. П. Полотном та самим драматургом.
- 1840 — «Бог і баядера» (за мотивами однойменної опери Даніеля Обера).
- 4 березня 1853 — «Весільний поїзд у Гардангері», двоактний балет на музику Голгера Пауллі. Рагнільда — Жюльєтта Прайс.
- 1860 — «Вдалині від Данії, або Костюмований бал на борту корабля», двоактний балет-водевіль на музику Йосипа Глезера. Розіта — Жюльєтта Прайс.
- 19 лютого 1871 — «Вільні стрільці з Амагера», балет-водевіль на музику Вільгельма Крістіана Гольма, Ганса Лумбю та Едуарда Дюпої.
- 7 грудня 1876 — «З Сибіру до Москви», двоактний балет на музику Карла Крістіана Меллера.

## Твори
- Mit teaterliv. — Kbh., 1848—1878.
- Det kongelige danske theater. — Kbh., 1849.